# Lyserg Diethel
Lyserg Diethel a Takei Hirojuki által megírt Sámán király (Shaman King) című manga, és Mizusima Szeidzsi által rendezett anime sorozat egyik szereplője. A sorozat sámánokról szól akik az ötszáz évente megrendezett sámán viadalra készülnek, hogy egyikük legyen a sámánkirály. A 64 részes sorozatot a Jetix TV műsorán adták, ma már csak interneten elérhető.

## Története
Varázsló családból származik. Apja a városban detektívként dolgozott.
Lyserg vágya az volt, hogy majd kövesse őt és kitűnő detektív legyen belőle. Mikor hatéves lett, az apja azt mondta, hogyha megtalálja a városban elrejtett kristály ingát, akkor kiszabadíthatja Chloet aki a védőszelleme lesz. Miközben ő az ingát kereste, Hao megölte a szüleit és így Lyserg árva maradt. Elhatározta, hogy bosszút áll a szüleiért. Később erős sámánná vált és beszállt a Sámán bajnokságba. Mindvégig erős sámánokat keresett, hogy segítsenek neki elpusztítani Hao-t, viszont akik nem voltak elég erősek azokat sem kímélte a harcaiban. Mikor rátalált Yoh csapatára ők nem szimpatizáltak vele durva modora és erős önsajnálata miatt. Miután legyőzték bocsánatot kért mindenért és Yoh megkérte, hogy csatlakozzon hozzájuk. Egyre jobban feloldódott és előbújt a kedves, barátságos Lyserg igazi éne.
Ám ez sem tartott sokáig mert a Kívülállok csapata és hatalmas ereje felébresztette Lysergben a bosszúvágyat és azt, hogy miért is indult útnak. Úgy gondolta több esélye van ha velük indul Hao legyőzésére, de a Kívülállók valójában kegyetlenek voltak azokkal akik akadályozták útjukat a gonosz megölése felé és sosem adtak második esélyt senkinek. Vezetőjük Jeanne a vasszűz terve szerint Lysergnek csapdába kellett csalnia barátait, és habár nem mondta ezt nem szívesen tette. Mikor rájött, hogy Yoh, Hao ikertestvére kissé megutálta Yoh-t is, de ettől még nem kívánta halálát. A tervük az volt, hogy Jeanne feltárja Babilon kapuját és száműzi a két testvért.
Lyserg kapott egy ark-szellemet és ezáltal Chloet eldobta magától. A kis tündér pedig ezt nem viselte valami jól.
A történet vége felé Lyserg kezdi észre venni, hogy valójában becsapták és a Kívülállók semmivel sem jobbak mint Hao. Végül a Kívülállók kizárják a csapatból, mire ő összeomlik. Chloe visszatér hozzá és együtt bebizonyítják, hogy a Kívülállók milyen jó emberek igazából, megmutatja nekik milyen egy igazi, tiszta szívű harcos és miután a csapata feláldozta magát a győzelem érdekében, ő segít, hogy Jeanne és Marco békében tovább lépjenek. Ő maga is hátrahagyja a csapatot és csak egy Jeanne-től kapott új inga kilövőt őriz meg. Segít Yoh-nak legyőzni a gonoszt és bocsánatot kér barátaitól, így aztán újra társul hozzájuk.
A Kang Zeng Bang kötetekben Lyserg, Yoh és a többiek elindulnak, hogy végleg elpusztítsák Zeket. Különböző kamrákon keresztül kell, különböző őrzőket legyőzniük. Ezalatt mind az öten megkapják az öt elem egy-egy energiáját. Lyserg a Tűz szellemét kapja meg. Végül ahelyett, hogy elpusztítanák Zeke-t, megmentik és így ő lesz a Sámán király!
A végén visszatér Angliába és felnőtt korára kitűnő nyomozó s detektív válik belőle akárcsak apja.

## Karaktere
Lyserg egy nagy lelki sebekkel élő fiú aki nem lát a gyűlölettől, melyet Zeke-től kapott azáltal, hogy megölte a szüleit. 
Nagyon kedves és aranyos fiú csak sajnos ez elveszett belőle. Yoh és társai idővel feloldják benne ezt a dühöt és gyűlöletet. Agresszív és ingatag. Csak kis tündérében Chloe-ban bízott, de  sok barátra lelt.
Sok hibát követett el, s ha bár mindvégig gyűlölet vezérelte, legbelül kétségei voltak afelől, hogy amit tesz az valóban jó-e. Mindig is szerette Yoh-t és csapatát, csak nem bírta bevallani magának. Lényegében ő egy rendes, kedves, aranyos és jószívű, nagyon erős és tisztességes sámánharcos, csak épp elvakította a düh és a gyűlölet.

## A Kang Zeng Bang
A Kang Zeng Bang avagy KZB a Sámán király manga újra nyomtatott változata. A szerző pár évvel a 36 kötet kiadása után végleg befejezte a történetet. Az összes kötetet újra nyomtatta (szebb rajz technikákkal) és még plusz két kötetet írt hozzá befejezésként. Ezek eddig sohasem látott fejezeteket és több színes oldalt is tartalmaznak.
Ebben a kötetben Hao visszatér az életbe és ő lesz a sámánkirály...
Yoh és csapata mennek utána, hogy végleg elpusztítsák. Különböző kamrákban, különböző örzöket kell legyőzniük, hogy eljussanak Zeke-hez. Eközben mind az öten megkapják az öt elem egyikének energiáját, hogy majd le tudják győzni Zeke-t, de végül, megmentik őt.
Kiderül, hogy ki volt HoroHoro egyetlen igazi szerelme...
Találkozhatunk benne egy eddig sohasem látott szereplővel, Matamune-val aki egy erős harcos macska. Zeke mentette meg őt még előző életében és a legjobb barátja lett. Segít neki visszatérni a halálból.

## Funbari no Uta
A Funbari no Uta az utolsó öt fejezet végén található kis kiegészítő. Hét évvel a manga története után járunk, a főszerepben Hana Asakura, és Ryu nagybácsikájával való utazása áll, hogy összeszedjék az 5 elemi harcost: HoroHorot, Tao Rent, Lyserg Diethelt, Chocolove McDanielt, és Yoh Asakurát. Ekkor már mindenki felnőtté vált és egyeseknek már családjuk is van:
Yoh természetesen feleségül vette Annát és született egy fiuk, Hana Asakura. Len meglepő módon Jeanne-t (a vasszűz) vette feleségül és szintén egy fiuk született, akit Tao Mennek neveztek el. Lyserg kitűnő detektívvé vált akárcsak apja.